# Josh Scobee
Joshua Taylor Scobee (23 de junho de 1982, Longview, Texas) é um ex-jogador de futebol americano que atuava na posição de placekicker na National Football League (NFL). Scobee começou sua carreira como kicker pela Louisiana Tech University, onde estabeleceu vários recordes. Ele foi selecionado pelos Jacksonville Jaguars no draft de 2004 da NFL e jogou por este time até 2014. No ano seguinte foi para o Pittsburgh Steelers onde ficou apenas um mês e meio. Depois de uma curta passagem pelo New Orleans Saints ele se aposentou.